# Garra rufa
Garra rufa is een straalvinnige vissensoort uit de familie van de eigenlijke karpers (Cyprinidae). De wetenschappelijke naam van de soort is voor het eerst geldig gepubliceerd in 1843 door Johann Jakob Heckel.
G. rufa werd in 1836 verzameld in Aleppo (Syrië) tijdens een wetenschappelijke reis van de geoloog Joseph Russegger.
Garra rufa wordt wel aangeduid als 'doctor fish' vanwege hun inzet bij de behandeling van onder andere psoriasis in zogeheten fish spa's.

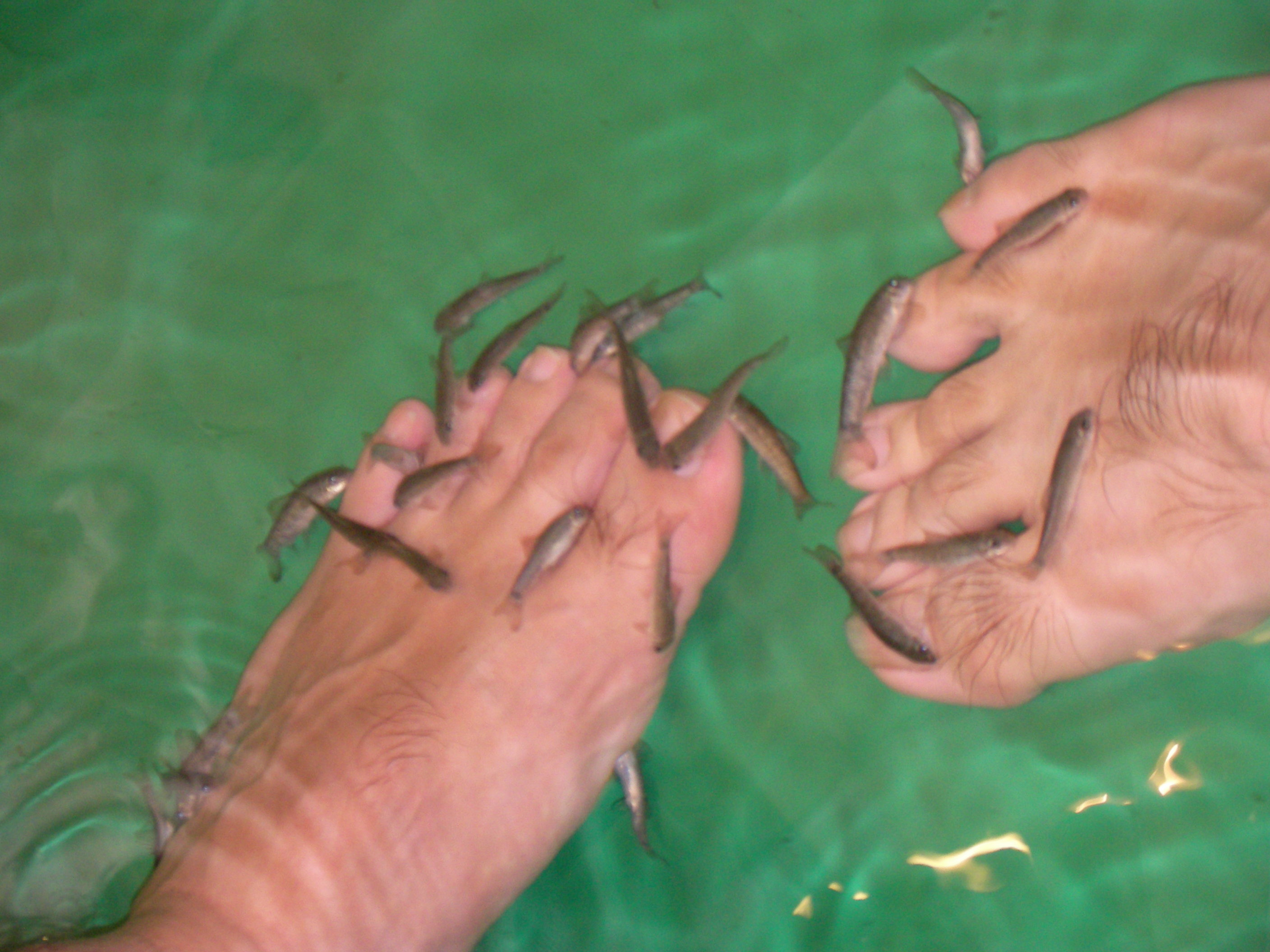
Voetenbad met Garra rufa

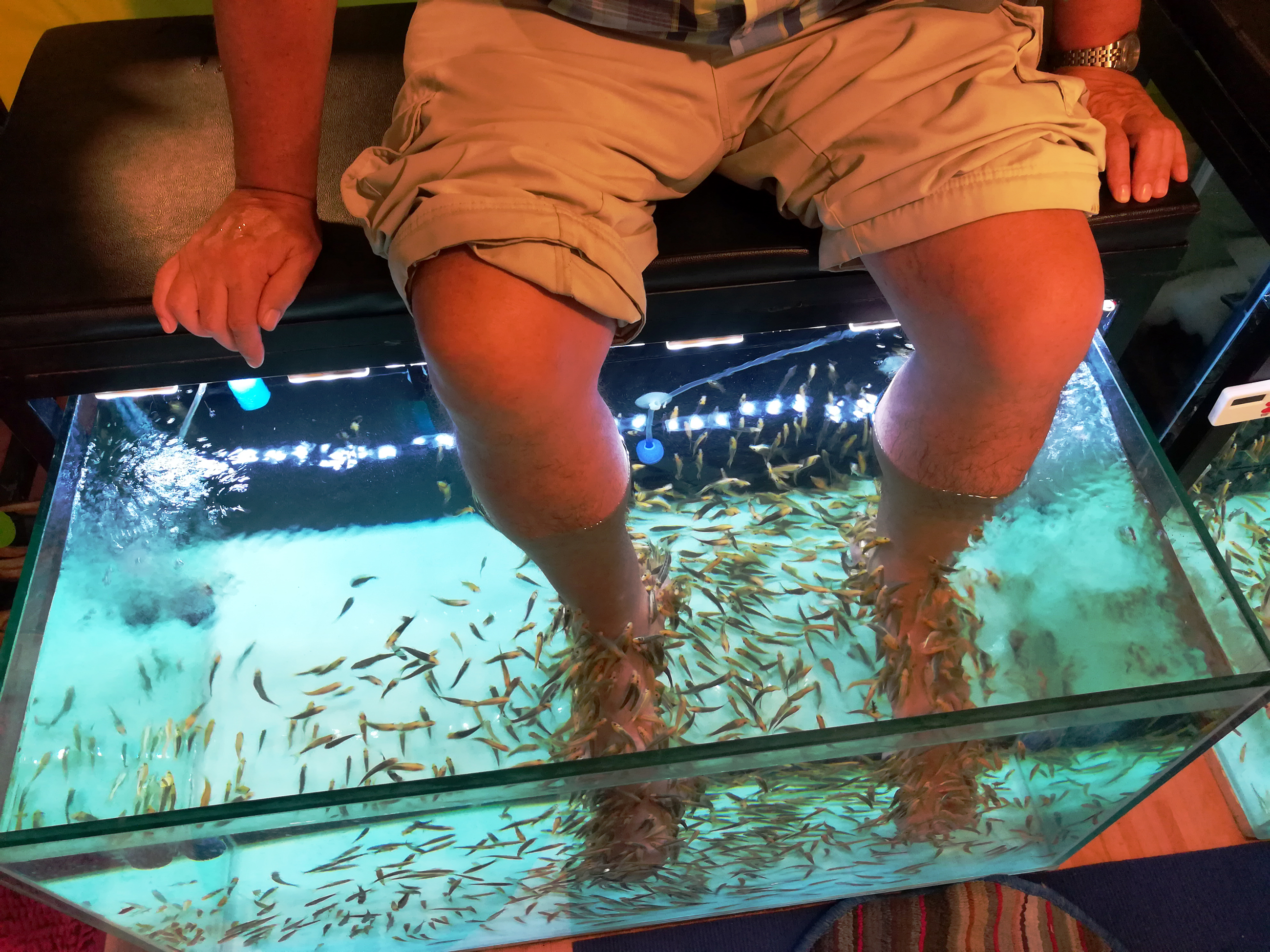
Voetenbad met Garra rufa